# Karina Zhosan
Karina Zhosan (Odessa, 17 de dezembro de 1994) é uma modelo e atriz ucraniana e titular de concurso de beleza que foi coroada Miss Ucrânia em 2018. Ela representou a Ucrânia no concurso Miss Universo 2018.
Karina Zhosan foi coroada Miss Ucrânia 2018 em 14 de agosto daquele ano, no Fairmont Grand Hotel, em Kiev. Ela competiu com outras dezessete candidatas.